# 亮白黄耆
亮白黄耆（学名：Astragalus candidissimus）为豆科黄芪属的植物。分布在蒙古、俄罗斯以及中国大陆的新疆等地，生长于海拔550米的地区，多生于沙土地带，目前尚未由人工引种栽培。